# Город костей (роман)
Город костей — произведение Кассандры Клэр в жанре фэнтези, первая книга в серии «Орудия смерти». Книга вышла в 2007 году и даёт начало повествованию о приключениях шестнадцатилетней Клэри Фрэй, столкнувшейся с сокрытым от людских глаз миром Сумеречных Охотников.

## Сюжет
Пятнадцатилетняя Клэри и её друг Саймон пошли в клуб «Адское Логово». В клубе Клэри стала свидетельницей странной сцены, как темноволосая девушка и синеволосый молодой человек удалились в служебное помещение, а за ними проследовали двое людей, один из которых был вооружен ножом. Посетители заведения продолжали веселиться, и Клэри попросила Саймона позвать охрану, а сама проследовала за молодыми людьми. В служебном помещении девушка стала свидетельницей странного разговора про демонов между тремя молодыми людьми, после которого они убили синеволосого парня. После этого тело парня исчезло из комнаты. Молодые люди объяснили это тем, что умирая, демоны возвращаются в своё измерение. Прежде чем девушка осмыслила произошедшее, в комнату вошел Саймон в сопровождении охранников клуба, недоумевая почему она в помещении одна. Молодых людей, убивших парня, видела только она.
На следующий день, Джослин, мать Клэри, сообщила ей, что они покидают Нью-Йорк и уезжают на лето за город, где у друга их семьи есть дом. Расстроенная Клэри ушла гулять с Саймоном. Обедая в мексиканском ресторане, девушка призналась другу, что фактически ничего не знает о собственной матери и своей семье. Саймон спросил знает ли она что-то о шрамах Джослин, но Клэри заявила, что никаких шрамов у её матери нет. После этого молодые люди пошли на вечер поэзии, где его друг Эрик читал стихи собственного сочинения. В кафе девушка встретила светловолосого молодого человека из «Адского Логова». Джейс сообщил ей о том, что является Сумеречным Охотником и синеволосый парень из клуба был демоном. Так же он сказал ей, что обычные люди не могут видеть Сумеречных Охотников. В тот же момент Джослин позвонила Клэри и сказала, чтобы она не возвращалась домой, пошла к Люку и сказала, что её нашли.
Клэри пришла домой и обнаружила что все в нем было перевернуто вверх дном. Сначала она подумала, что они были ограблены, но потом поняла, что ничего украдено не было. Проходя мимо спальни матери она услышала приглушенное сопение, доносящееся из комнаты. Войдя в комнату, она увидела внутри уродливое создание, которое захотело её убить. Клэри побежала на кухню, где убила демона сенсором, который забрала у Джейса, после чего потеряла сознание. Очнулась Клэри в лазарете Института, так как демон ранил её. Она познакомилась с другими Сумеречными Охотниками: Алеком, Изабель и их наставником Ходжем. В Институте Джейс сказал, что Клэри не человек, так как руна, давшая невидимость, нанесенная им, её не убила.
Клэри и Джейс направились в дом Клэри, где ничего не нашли и решили поговорить с соседкой, мадам Доротеей. Пройдя через портал, они оказались возле дома Люка и нашли прячущегося в кустах Саймона. Он рассказал им как видел Люка, складывающего оружие в дорожную сумку. Молодые люди решили проникнуть в магазин, где стали свидетелями разговора между Люком и двумя Сумеречными Охотниками — Пангборном и Блеквелом. Охотники сказали о возвращении Валентина и интересовались знает ли Люк о местонахождении Чаши Смерти, на что тот ответил, что не имеет ни малейшего представления и вообще не интересуется жизнью Джослин и её дочери. Вернувшись в институт, молодые люди рассказали о произошедшем Ходжу. Ходж рассказал им о Круге — тайной организации, созданной Валентином и объединявших Сумеречных Охотников, не желающих никаких перемирий с нежитью и другими обитателями подземного мира. Для достижения своей цели, он похитил Чашу Смерти, собираясь создать армию нефилимов. Однако, испугавшись его планов, его жена Джослин бежала, украв Чашу. Валентина же считали мертвым пятнадцать лет. Теперь же местонахождение Чаши знает только Клэри, но на её разуме стоит магическая защита. Для снятия защиты Джэйс и Клэри отправились к Молчаливым Братьям, Сумеречным Охотникам, выбравшим вместо клинков книги. Но они не смогли снять блок с разума Клэри, так как это может сделать лишь тот, кто наложил его — маг Магнус Бейн.
Изабель нашла приглашение на вечеринку к Магнусу Бейну (в карманах синеволосого демона, убитого в Адском логове) и молодые люди отправились туда. Клэри встретилась с Магнусом Бейном, который сказал, что каждые два года накладывал не неё заклинание, отгораживающее её от подземного мира и что оно настолько сильное, что снять он его не может, необходимо ждать пока оно само не рассеется. Во время вечеринки Саймон, выпив какую-то жидкость, превратился в крысу и Клэри положила его в рюкзак. На выходе молодые люди столкнулись с вампирами, которые выкрали Саймона из рюкзака, решив, что он один из них. Обнаружив пропажу, Клэри и Джэйс поехали к логову вампиров в отель Дюмор. Там они забрали Саймона и спаслись благодаря напавшей на отель стаи оборотней. Превратившись обратно в человека, Саймон не помнил о произошедшем.
По возвращении в институт, Саймон попал в лазарет. Алек попросил Клэри убраться из института, мотивируя это тем, что от неё одни неприятности. Клэри обвинила его в трусости и ревности к Джэйсу из-за Клэри. В тот же день, Джэйс пригласил Клэри в оранжерею, на пикник, в котором поздравил её с днем Рождения и заявил о своем романтическом интересе к ней. По возвращении в комнату Клэри их встретил Саймон, приревновавший Клэри к Джейсу, в итоге случилась размолвка и Джейс ушел к себе, а Саймон вернулся домой.
По мере спадания блока с разума Клэри, девушка вспомнила, что Чаша Смерти спрятана в одной из карт Таро мадам Доротеи, которые нарисовала и подарила Джослин. Молодые люди отправились к Доротее. После того, как Клэри достала Чашу из карты, мадам Доротея открыла портал и добровольно вызвала демона, вселившегося в неё. Завязался бой, в котором Алек был серьезного ранен. Демона уничтожил подоспевший Саймон.
Вернувшись в институт, Клэри и Джейс отнесли Чашу Ходжу, который предал их и вызвал Валентина. Валентин забрал Чашу Смерти и Джейса. Валентин снял проклятие с Ходжа и тот покинул Институт. Клэри погналась за Ходжем и в одном из переулков между ними завязался бой, Ходж чуть не убил Клэри, но её спас оборотень, оказавшийся Люком.
Люк рассказал Клэри о том, что когда-то тоже был Сумеречным Охотником и членом Круга. Но на одной из вылазок, его укусил оборотень и Валентин предложил ему совершить самоубийство, чтобы не стать нежитью, но Люк решил убить укусившего его оборотня. После схватки с оборотнем, в которой он выжил, остальные оборотни признали его своим вожаком. В то время, Валентин решил устроить нападение на Конклав (высший совет охотников) и представителей нежити на подписании очередного договора о перемирии. Джослин ужаснувшись его планам, нашла Люка и предложила предотвратить это событие. Вместе они предупредили нежить и членов Конклава. В день подписания договора, Кругу не удалось совершить задуманное, так как его члены были либо убиты, либо пленены. Валентин бежал. Вернувшись к своему дому, Джослин увидела лишь пепелище и останки четырех человек: своих родителей, Валентина и их годовалого сына. После случившегося Джослин, беременная вторым ребенком, переехала в Нью-Йорк, где спустя пять лет её нашел Люк.
Люк и Клэри отправились на поиски Валентина в сопровождении стаи Люка. вычислив его местонахождение, они напали на его последователей. В одной из комнат его убежища, Клэри нашла мать в состоянии комы. Затем Клэри обнаружила Валентина и Джейса. Валентин сказал ей, что они его с Джослин дети и предложил присоединиться к нему, на что они ответили отказом. После непродолжительного боя Валентина с Джейсом, Валентин прошел через портал вместе с Чашей Смерти, ведущий в Идрис (Родину Сумеречных Охотников). После отказа следовать за ним, Валентин разбил портал.
Джослин поместили в больницу, из состояния комы она так и не вышла. Люк и Клэри постоянно навещают её.

## Персонажи
- Кларисса Адель «Клэри» Фрэй/Моргенштерн/Фэйрчайлд — пятнадцатилетняя (позже шестнадцатилетняя) протагонистка. Воспитана своей матерью, Джослин Фрэй (Фэйрчайлд), которая является сумеречным охотником, и оборотнем Люком, другом семьи, который был для Клэри как отец. Все следы волшебного мира были скрыты от Клэри в попытке спасти её и сохранить ей нормальную жизнь.
- Джонатан «Джейс» Вейланд/Лайтвуд/Моргенштерн/Эрондейл  — сумеречный охотник, рано осиротевший из-за убийства его отца. Он жил с семьей Лайтвудов и Ходжем Старквезером в институте Нью-Йорка после того, как стал сумеречным охотником. Джейс говорил, что отец тренировал его до смерти, чтобы Джейс преуспел в поимке демонов. Он влюбляется в Клэри и с ужасом узнает, что они являются братом и сестрой.
- Саймон Льюис — лучший и единственный друг Клэри. Тайно в неё влюблен, что очевидно для всех, но не для самой девушки, которая не подозревает о чувствах своего друга до тех пор, пока он сам в этом ей не признается. Ревнует Клэри к Джейсу.
- Александр Гидеон «Алек» Лайтвуд — старший сын Маризы и Роберта Лайтвудов, возглавляющих Институт в Нью-Йорке. Изначально настроен по отношению к Клэри агрессивно, но в конце книги они стали друзьями. Алек является парабатай Джейса .
- Изабель София «Иззи» Лайтвуд - младшая сестра Алека. Изначально невзлюбила Клэри, но позже стала её подругой.
- Люциан «Люк» Гэрровэй/Греймарк — бывший сумеречный охотник и член Круга впоследствии ставший оборотнем. Лучший друг Джослин. Дважды становился вожаком стаи оборотней (в Нью-Йорке и Париже). Из-за тесной дружбы с Джослин и участии в жизни семьи, Клэри видела в нем отца.
- Валентин Моргенштерн — могущественный сумеречный охотник, главный антагонист первых трех книг, основатель Круга. Пятнадцать лет считался умершим. Сказал Клэри и Джейсу о том, что они его дети.
- Джослин Фрэй/Моргенштерн/Фэйрчайлд — бывший сумеречный охотник, скрывающаяся в Нью-Йорке от охотников и подземного мира для защиты дочери от Валентина, её бывшего мужа. Похитила у Валентина Чашу Смерти и спрятала её в нарисованной ей Карте Таро. После того, как увидела двухлетнюю Клэри играющей с Фейри, Джослин обратилась за помощью к Магнусу Бейну для того, чтобы он наложил на Клэри заклятие, отгораживающее её от подземного мира. Была похищена Валентином с целью нахождения Чаши Смерти. Была найдена Клэри в состоянии комы и перемещена в больницу.
- Ходж Старквезер — наставник Джейса, Алека и Изабель. Бывший член Круга, который подвергся проклятию Конклава в качестве наказания за совершенные преступления: он не может покинуть стен Института. Сохранил верность Валентину и помог ему в поисках Чаши, за что последний снял с него проклятие.
- Магнус Бейн — верховный маг Бруклина, к которому Джослин отводила каждые два года Клэри с целью наложения заклятия для защиты дочери от подземного мира.

## Экранизация
В 2012 году книгу Кассандры Клэр «Город костей» решили экранизировать. Режиссёром фильма стал Харольд Цварт. Премьера фильма состоялась 22 августа 2013 года. Из-за низких кассовых сборов сиквел фильма решили не снимать, однако осенью 2014 года было объявлено о выпуске сериала по мотивам книги.

## Сумеречные охотники
12 января 2016 года состоялась премьера сериала «Сумеречные охотники». Сериал так же является ремейком фильма «Орудия смерти: город костей» 2013 года.